# Station Waplewo

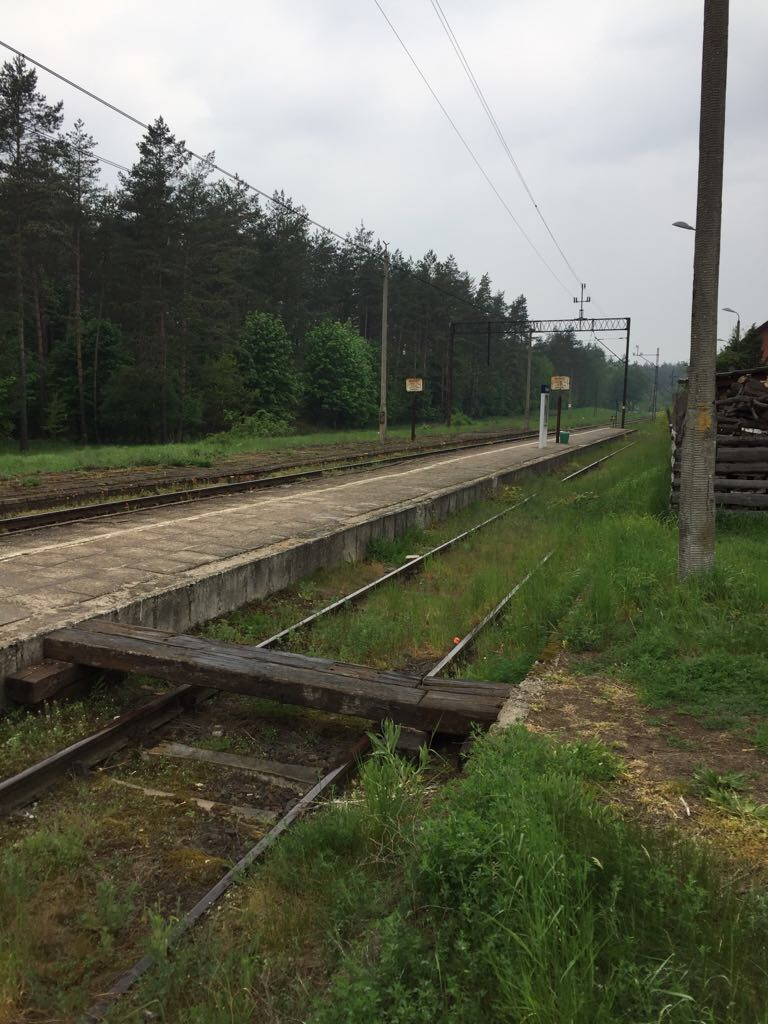
Toegang tot het perron van Waplewo

Station Waplewo is een spoorwegstation in de Poolse plaats Waplewo.
Er stoppen dagelijks enkele treinen per dag per richting, een aantal dat langzaam daalt. De stationsgebouwen zijn in gebruik als woning.